# What Hell Is About
Albums de Dagoba
Dagoba Face the Colossus
What Hell Is About est le second album du groupe de groove/indus français Dagoba. Produit par Tue Madsen (The Haunted, Hatesphere, Mnemic). Distribué par le label Season of Mist dans de nombreux pays.
Le chanteur/bassiste ICS Vortex est  présent en tant qu'invité sur les titres It's All About Time et The White Guy (Suicide).

## Liste des titres
1. What Hell Is About - 0:45
2. Die Tomorrow (... What If You Should) - 5:25
3. Fall Of Men - 2:50
4. The Man You're Not - 5:22
5. Cancer - 4:34
6. It's All About Time - 6:50
7. The Things Apart - 1:04
8. The Things Within - 4:14
9. Livin' Dead - 3:38
10. 042104 - 1:23
11. Morphine - The Apostle Of Your Last War - 3:32
12. The White Guy (Suicide) - 5:05

## Crédits
- Shawter — chant
- Izakar — guitare
- Werther — basse
- Franky Costanza — batterie